# Liste der Straßen am 48er Platz in Mannheim-Almenhof
Die Liste der Straßen am 48er Platz in Mannheim-Almenhof führt die Straßennamen der Vertreter der Revolution von 1848 in Mannheim in Baden-Württemberg auf.

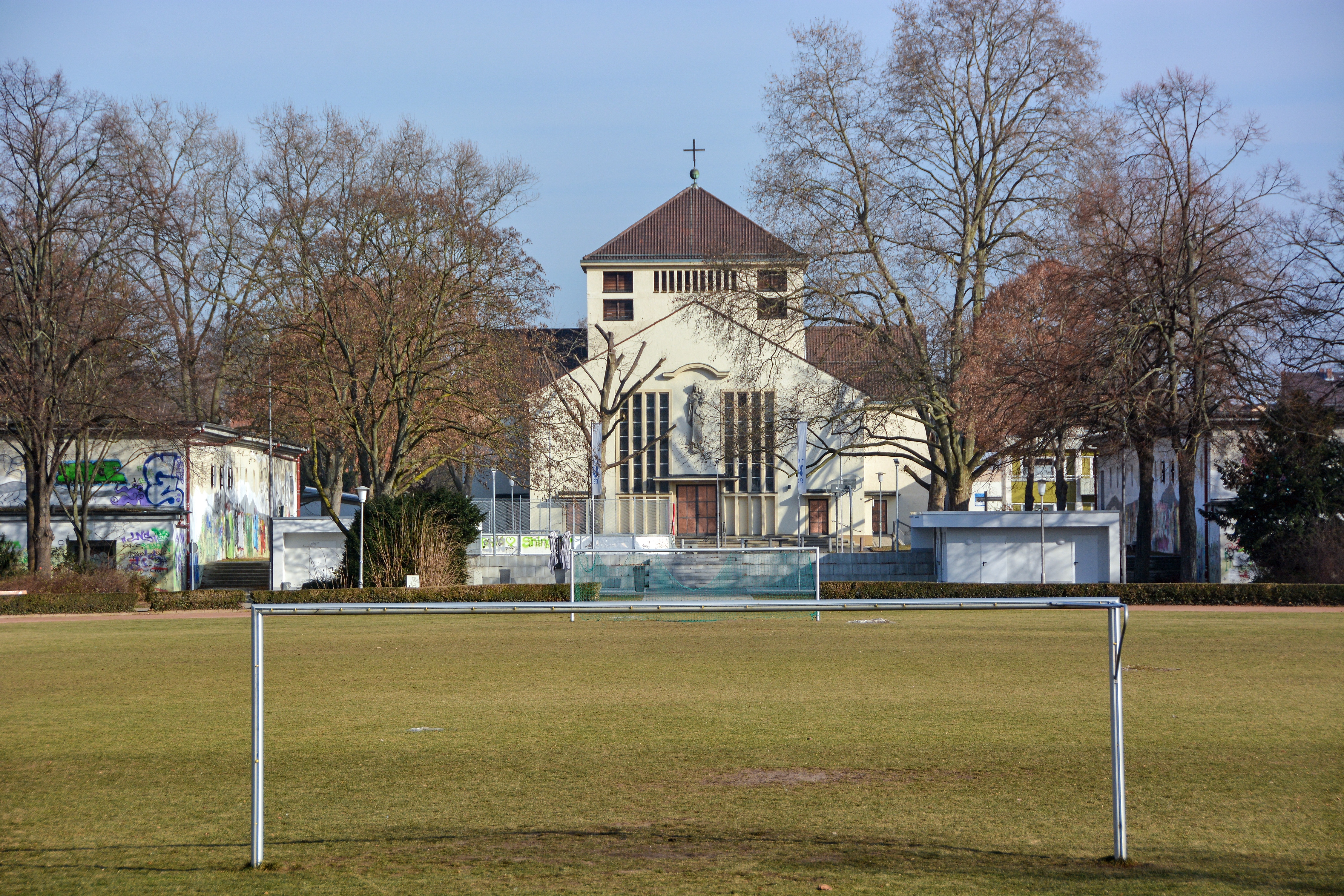
48er-Platz in Mannheim-Almenhof. Im Hintergrund vor der Maria-Hilf-Kirche der Lisette-Hatzfeld-Platz

## Einführung und Überblick
Nach dem Ersten Weltkrieg baute die Gartenstadt-Genossenschaft ab 1921 auf ehemaligen Wiesen des heutigen Almenhofs eine Wohnsiedlung. Die Straßen rund um den 48er Platz wurden nach den Vertretern der bürgerlich-liberalen Revolution von 1848/49 benannt.
Der 48er Platz (⊙) inmitten des Almenhof verdankt seinen Namen der badischen Revolution von 1848. Der etwas abseits davon gelegene Freiheitsplatz (⊙) hat seine Benennung nach der badischen Freiheitsbewegung von 1848/49. Der Lisette-Hatzfeld-Platz (⊙) – gelegen an der August-Bebel-Straße und zwischen den beiden östlich gelegenen Bunkern vor dem 48er Platz – wurde 2021 nach Elisabetha Hatzfeld benannt, sie war 1848 an den Kämpfen an der Rheinbrücke gegen die heranrückenden preußischen Truppen beteiligt.

## Liste der Straßen
- Brentanostraße
- Franz-Sigel-Straße
- Goeggstraße
- Heckerstraße
- Heinrich-Heine-Straße
- Heinrich-Hoff-Straße
- Höferstraße
- Karl-Blind-Straße
- Karl-Marx-Straße
- Robert-Blum-Straße
- Struvestraße (früherer Name: Florian-Mördes-Straße)
- Trütschlerstraße (früherer Name: Josef-Fickler-Straße)
- Valentin-Streuber-Straße